# Conus fonsecai
Espèce
Conus fonsecai est une espèce de mollusques gastéropodes marins de la famille des Conidae.
Comme toutes les espèces du genre Conus, ces escargots sont prédateurs et venimeux. Ils sont capables de « piquer » les humains et doivent donc être manipulés avec précaution, voire pas du tout.

## Description
La longueur de la coquille varie entre 12 mm et 17 mm.

## Distribution
Cette espèce marine d'escargot conique est présente au large de l'État du Rio Grande do Norte, au nord-est du Brésil.

## Taxonomie

### Publication originale
L'espèce Conus fonsecai a été décrite pour la première fois en 2016 par les malacologistes Edward James Petuch (d) et David Berschauer dans la publication intitulée « The Festivus »,.

### Synonymes
- Poremskiconus fonsecai Petuch & Berschauer, 2016 · non accepté

## Identifiants taxonomiques
Chaque taxon catalogué par les bases de données biologiques et taxonomiques possède un identifiant qui permet d'établir un point de référence. Les identifiants de Conus fonsecai dans les principales bases sont les suivants :
CoL : 5ZXQZ - GBIF : 9068552 - WoRMS : 890285